# 逢来橋 (富士川)
逢来橋（ほうらいばし）は、静岡県富士市と富士宮市間の富士川に架かる橋である。

## 概要
静岡県道76号富士富士宮由比線にあるアーチ形式（ニールセンローゼ橋）の橋で富士川に架かる。また、富士市と富士宮市の市境に位置する。富士川橋と同様、庵原地域と岳南地域を結ぶ橋としての役割をもつ。

### 諸元
- 形式 - 鋼単径間下路式ニールセンローゼ橋
- 活荷重 - B活荷重
- 橋長 - 185.400 m
  - 支間割 - 183.600 m
- 幅員
  - 総幅員 - 10.750 - 13.750 m
  - 有効幅員 - 9.750 - 12.750 m
  - 車道 - 7.250 - 10.250 m
  - 歩道 - 片側2.500 m
- アーチ高 - 30.000 m
- 床版 - 鉄筋コンクリート
- 総鋼重 - 1,701 t
- 施工 - 日本鋼管[注釈 1]・高田機工JV
- 架設工法 - ケーブルエレクション（斜吊り）工法

## 歴史

### 初代の橋
架橋以前は対岸を結ぶのは渡船にのみで不便を蒙っていたため、1951年（昭和26年）にこの場所に初めての橋として橋長130 m、幅員2.3 mの木製の吊橋が架けられた。しかしながら、この橋は1953年（昭和28年）9月の台風による増水および1954年（昭和29年）に流出し、2代目の橋梁の架橋まで一時的に復活した渡船での行き来を余儀なくされた。

### 2代目の橋
1951年（昭和31年）に橋梁整備事業と災害復旧事業の合併施工により永久橋架設に着手され、1959年（昭和34年）6月に2代目の橋となるコンクリート橋が架けられた。PC単純桁とRC単純桁を組み合わせた橋長192.6 m、幅員5.5 mの桁橋であった。上部工は高水敷部分はRCT桁にした。また、当初は中央径間を50 mのPC桁2連とする予定だったが、検討の結果35 mのPC桁3連に変更になった。下部工は基礎を中央の2脚を大豊式ケーソンとしたほかは半重力式を採用した。

### 2代目橋梁の諸元
- 形式 - PC単純桁3連+RC単純桁4+2連
- 活荷重 - 2等橋 (TL-14)
- 橋長 - 192.60 m
  - 支間割 - 4×14.6 m + 3×35.0 m + 2×14.6 m
- 幅員
  - 車道 - 5.50 m
  - 歩道 - なし
- 使用コンクリート量 - 685.94 m3
- 施工 - ピー・エス・コンクリート（上部工）・大豊建設（下部工）

### 3代目の橋
2代目の橋の幅員の狭さや老朽化に伴い、1989年（平成元年）から新橋の建設事業が進められ、1999年（平成11年）11月にニールセンローゼ橋の3代目の橋が完成した。

## 周辺
- 沼久保地区水辺環境整備

逢来橋直下の富士宮市沼久保地区の富士川下流部を整備し「水辺の楽校」として活用する事業が行われている。2010年（平成22年）8月に完成した。グラウンドや展望広場などが設けられており、スポーツ、バーベキュー、散策、ラフティング等に利用されている。